# Pavonia piauhyensis
Pavonia piauhyensis är en malvaväxtart som beskrevs av Ulbrich. Pavonia piauhyensis ingår i släktet påfågelsmalvor, och familjen malvaväxter. Inga underarter finns listade i Catalogue of Life.